# صنعت چوب

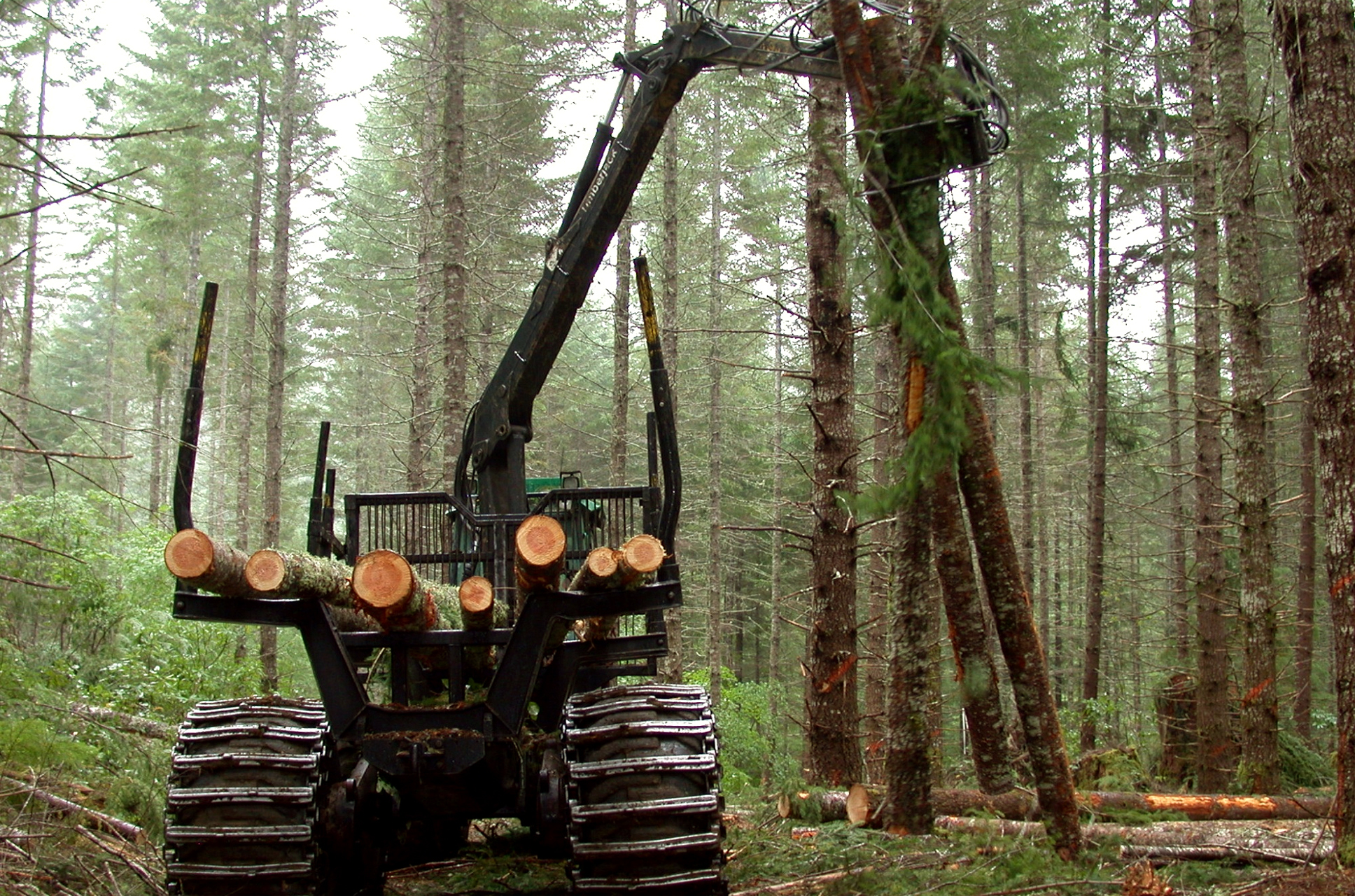
چوب‌بری در اٌرِگِن آمریکا

صنعت چوب یا صنعت الوار، صنعتی است که به جنگلداری، چوب‌بری، تجارت چوب و تولید محصولات اولیه جنگلی و محصولات چوبی (به عنوان مثال مبلمان) و محصولات ثانویه مانند خمیر کاغذ برای صنعت خمیرکاغذ و کاغذ اختصاص دارد. برخی از بزرگترین تولیدکنندگان چوب نیز در میان بزرگترین دارندگان جنگل قرار دارند. صنعت چوب از نظر تاریخی بخش مهمی در بسیاری از اقتصادها بوده و هست.
انتظار می‌رود بازار جهانی محصولات چوبی از ۶۲۴٫۲۲ میلیارد دلار آمریکا در سال ۲۰۲۰، به ۸۶۶٫۲۳ میلیارد دلار آمریکا در سال ۲۰۲۵ برسد.

## اقتصاد چوب
وجود اقتصاد چوب، یا به‌طور گسترده‌تر، اقتصاد جنگل (در بسیاری از کشورها اقتصاد بامبو غالب است)، در بسیاری از کشورهای درحال توسعه و همچنین در بسیاری از کشورهای دیگر با آب‌ و هوای معتدل و به ویژه در کشورهای با دمای پایین موضوعی برجسته است. این کشورها معمولاً کشورهایی هستند که مناطق جنگلی بیشتری دارند، به همین دلیل شرایط برای توسعه جنگل‌داری محلی برای برداشت چوب برای مصارف محلی فراهم است. کاربردهای چوب در مبلمان، ساختمان‌ها، پل‌ها و به عنوان منبع انرژی به‌طور گسترده‌ای شناخته شده‌است. علاوه بر این، چوبِ درختان و بوته‌ها می‌تواند در محصولات مختلفی مانند خمیر چوب، سلولز در کاغذ، سلولوید در فیلم‌های عکاسی قدیمی، سلفون و ابریشم مصنوعی استفاده شود.